# (612101) 1999 RJ215
1999 RJ215, também escrito como 1999 RJ215, é um objeto transnetuniano (TNO) que está localizado no disco disperso, uma região do Sistema Solar. Ele possui uma magnitude absoluta (H) de 7,4 e, tem um diâmetro estimado com cerca de 146 km.

## Descoberta
1999 RJ215 foi descoberto no dia 07 de setembro de 1999 pelos astrônomos J. X. Luu, D. C. Jewitt e C. A. Trujillo.

## Órbita
A órbita de 1999 RJ215 tem uma excentricidade de 0.416 e possui um semieixo maior de 59.401 UA. O seu periélio leva o mesmo a uma distância de 34.681 UA em relação ao Sol e seu afélio a 84.121.